# Byle do jutra II
Byle do jutra II (chiń. 英雄本色 2; pinyin Yīngxióng běnsè èr; jyutping Jing1hung4 bun2sik1 ji6) – film akcji wyprodukowany w Hongkongu w 1987 roku w reżyserii Johna Woo, w Polsce znany pod tytułem Byle do jutra II.

## Fabuła
Gangster Sung Tse Ho (Ti Lung) i jego brat policjant Tse Kit (Leslie Cheung) zbierają dowody przeciwko Lungowi (Dean Shek), który jest szefem pewnej firmy zajmującej się budową statków. Asystent Lunga – Ko (Ying Pui) – próbuje zabić swojego szefa, by przejąć jego firmę. Dwaj bracia ratują Lunga i przewożą go do Nowego Jorku, pod opiekę Kena (Chow Yun Fat) – brata bliźniaka Marka (z pierwszej części). Ken postanawia pomóc Lungowi powrócić do Hongkongu, by zemścić się na Ko i jego ludziach.